# Truckee
Truckee è una cittadina di 13 860 abitanti della Contea di Nevada (California) situata sulle montagne della Sierra Nevada, appena ad ovest del confine di Stato con il Nevada. Prende il nome dal capo indiano della tribù dei Paiute, Truckee, che tra il 1830 e il 1840 salvò numerosi pionieri americani dalle insidie dei luoghi.

## Storia

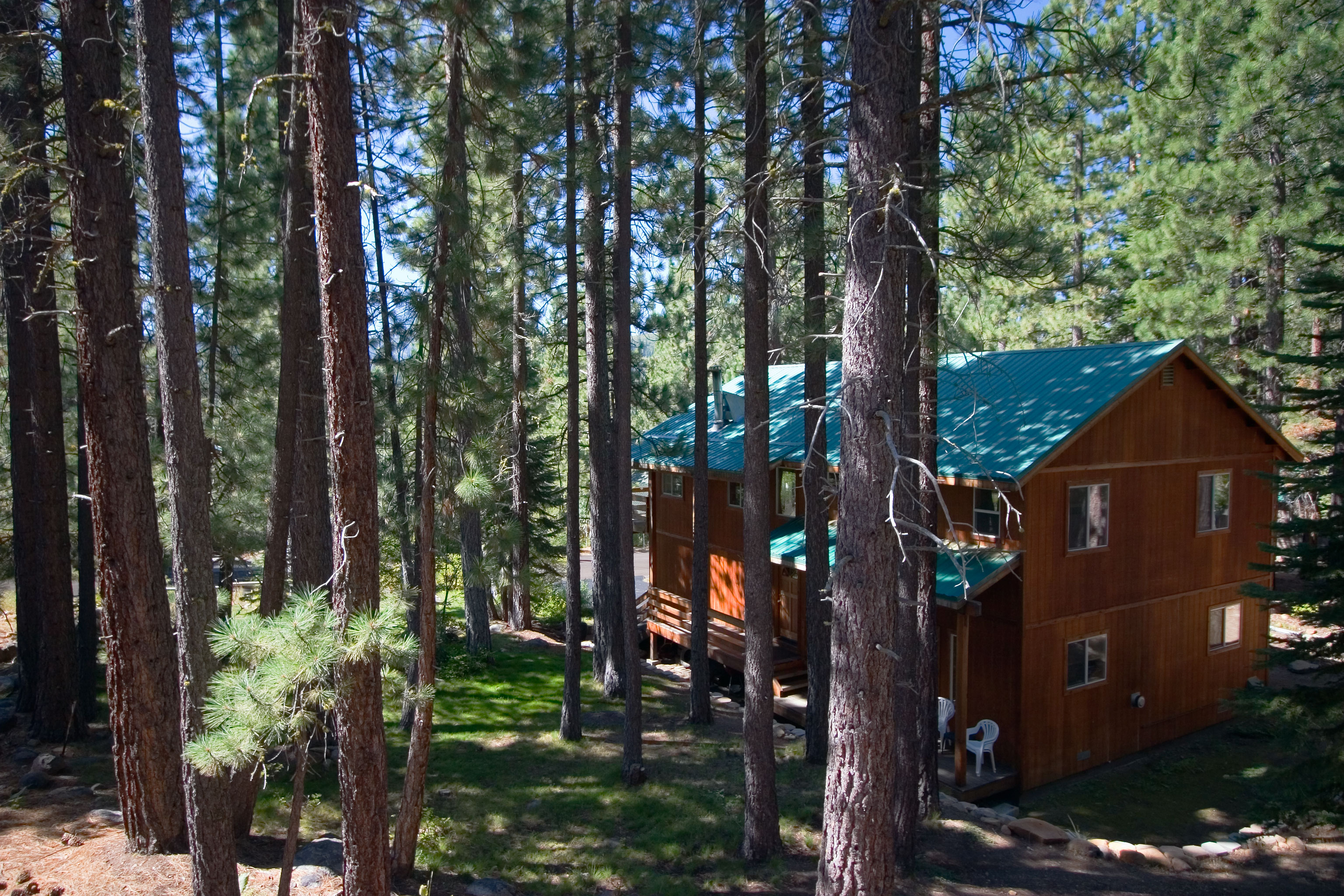
Una capanna di Truckee

Il suo territorio fu esplorato per la prima volta nel 1776 dagli Spagnoli provenienti dal vicereame del Messico. Nel 1827 altri intrepidi esploratori e cacciatori di pellicce come Jedediah Smith e Kit Carson ne percorsero il territorio e navigarono lungo il corso dell'Humboldt River. Nel 1848 con la scoperta dei giacimenti d'oro a Coloma e dell'argento a Virginia City nel 1859, fu raggiunta da centinaia di carri al giorno trasformandosi in un villaggio di frontiera frequentato da personaggi di ogni risma. Il primo documento che menziona il nome di Truckee risale al 20 aprile del 1866 e consiste in una trascrizione dello Stato del Nevada nella quale si cita la stazione commerciale di un certo J. D. Pollard con un deposito, un Hotel e una segheria.
Numerosi gli incendi che si verificarono tra il 1868 e il 1891 causando notevoli danni alle abitazioni di legno. Tra il 1870 e il 1890 la città si sviluppò velocemente. La crescente domanda di legname per le miniere di Virginia City e di Reno aveva portato migliaia di uomini nella zona. Nel 1879 cominciarono gli scontri razziali con gli immigrati cinesi detentori di gran parte delle attività commerciali locali e termineranno nel 1886 con la definitiva cacciata di questi ultimi. In questo periodo furono costruite numerose case da gioco e locali a luci rosse.
Nel 1883 aprì la prima fabbrica di birra. Nel 1891 il leggendario sceriffo Jacob Teeter veniva ucciso in un conflitto a fuoco da James Reed all'Hord's Saloon. Nel 1897 fu fondata la Trout Creek Ice Company che commercerà ghiaccio con le città di San Francisco, Los Angeles e New Orleans fino all'avvento dei primi frigoriferi. Nel 1915 furono costruite le prime strutture per gli sport invernali. La peste del 1918 causò numerosi morti tra la popolazione e fu debellata solamente nel 1922: l'ultima vittima fu proprio il dottor George W. Bryant che tanto si era prodigato nella cura dei malati. Nel 1960 a 10 miglia da Truckee nella Valle di Squaw si tennero i giochi olimpici.
Nel 1994 il reddito pro capite era di ben 17.568 dollari.

## L'emigrazione italiana
Truckee nella metà dell'Ottocento era il tipico villaggio di frontiera del vecchio West animato da poche migliaia di abitanti e frequentato da boscaioli, indiani, cacciatori di pellicce e da gente di malaffare.
La sua fortuna economica incominciò verso il 1850 grazie alla scoperta nel territorio di giacimenti d'oro e al passaggio della linea ferroviaria della Union Pacific Railroad che collegava Omaha nel Nebraska con San Francisco e che fu costruita tra il 1863 e il 1868 grazie all'apporto e al sacrificio di oltre 20 000 operai cinesi.
Nel 1880 si era stabilita qui una discreta comunità di immigrati provenienti da Tremosine impiegati per lo più nelle numerose segherie di proprietà dell'imprenditore Elle Ellen o all'Hobart Mills, nel piccolo artigianato, nei ranch, all'Union Ice Company dedita alla produzione di ghiaccio o nella ristorazione: tra questi un certo Clemente Gregorio Pace (1867-1926) che, nel 1908, aveva comperato il “Roma Hotel” e affittato il bar “Alpine Saloon”, diventati rapidamente due conosciuti punti di ritrovo per la cittadinanza italiana rappresentata da trentini e bergamaschi.
Nei primi anni del Novecento “anche Hollywood aveva scoperto Truckee: Charlie Chaplin e molti altri attori famosi giravano dei film in questa zona. Gli abitanti erano chiamati a fare le comparse. I turisti incominciavano ad arrivare in città in transito verso il lago Tahoe”. Esattamente dal 1914 al 1998 furono girati oltre cento pellicole e per attori popolari come Buster Keaton, Greta Garbo, Henry Fonda e John Wayne, per citarne solo alcuni, era diventata una consuetudine passeggiare per le strade della città durante le pause delle riprese.
Mentre nel 1920 con il proibizionismo “tutte le famiglie italiane hanno cominciato a fare il proprio vino, perché la legge dava il permesso di fare 200 galloni di vino per uso personale, però dopo il primo anno tanti hanno visto la possibilità di fare moneta; invece di 200 galloni hanno cominciato a farne 500 o 1000 per volta e lo vendevano nei bar. Dopo il vino facevano la grappa. Alla fine quasi tutto il paese era immischiato, in una maniera o nell'altra”.

## Una città di frontiera
Scorrendo l'elenco dei nominativi degli abitanti adulti compreso nel censimento federale degli USA del 1870 della Contea del Nevada relativo al villaggio di Truckee notiamo la presenza di ben 25 giovani prostitute delle quali 21 di origine cinese.
Ad una tale Collie Nellie di 34 anni d'età, di origine cilena, forse la tenutaria di qualche locale, veniva stimata la proprietà per un ammontare di 1 000 dollari. Altri dati colpiscono la nostra curiosità; l'unico italiano immigrato presente nel villaggio era un certo Peters Perizzo, bracciante, di 27 anni d'età.
La maggior parte della popolazione aveva un'età molto giovane compresa tra i 30 e i 40 anni e i lavori più diffusi tra i residenti erano quelli di operai braccianti, boscaioli, lavandai per la comunità cinese, artisti, molti i proprietari di saloon o alberghi e fatto curioso vi era anche un “gambler”, ossia un giocatore d'azzardo la cui professione era stimata al pari delle altre!

## Il fotografo Herman Kimball Gage
L'atelier fotografico di questo noto professionista, vissuto verso la fine dell'Ottocento, era situato tra l'intersezione di Church Street e Bridge Street e le sue fotografie hanno documentato la storia dell'evoluzione di Truckee nel corso di quel secolo. H.K. Gage era nato nello Stato del Massachusetts ed era stato attivo come fotografo ad Aurora nel Nevada, a Pine Street nel 1863. Gestì inoltre un saloon a Truckee tra il 1874 e il 1886.
Nel censimento federale USA del 1870 risulta nominato come artista, di 36 anni d'età e possessore di un immobile. Il 22 luglio del 1871 un furioso incendio devastò Truckee e ridusse in cenere anche la sua casa sita in North Side Church.
L'8 marzo del 1882 con molti altri notabili del villaggio, tra i quali lo sceriffo Jacob Teeter ed Eli Church, fu firmatario della lista promotrice la cacciata degli immigrati di origine cinese.